# 다테 아리사
다테 아리사(일본어:伊達 朱里紗, 5월 10일 -)는 일본의 여성 성우이다. 2013년 4월 1일, 81 프로듀스 주니어 소속이다.

## 인물
- 중학교 1 학년까지 효고현 중학교 2 학년부터 고등학교 3학년 동안 오사카에 살고 있다.
- 리츠메이칸 대학 출신. 이 학부 선배 성우의 오조라 나오미가 있다.

## 출연

### TV 애니메이션
※굵은 글씨는 메인 캐릭터.
2013년
- 하야테처럼! Cuties - 관객

2014년
- 사키 - 국가 편집 - 카미시게 만